# Левкіпп (син Еномая)

Рубенс. Викрадення дочок Левкіппа

Левкі́пп (грец. Leukippos) — вродливий юнак, син елідського володаря Еномая; переодягнувшись у жіноче вбрання, переслідував Дафну, за що німфи вбили його.